# Сирпо Амено (Варезе)
Сирпо Амено је насеље у Италији у округу Варезе, региону Ломбардија.
Према процени из 2011. у насељу је живело 21 становника. Насеље се налази на надморској висини од 276 м.